# Stanić
Pour l’article homonyme, voir Anna Stanic.
Stanić est une localité de Croatie située dans la municipalité de Cres, dans le comitat de Primorje-Gorski Kotar. En 2001, la localité ne comptait aucun habitant.

## Démographie
| 1948 | 1953 | 1961 | 1971 | 1981 | 1991 | 2001 |
| ---- | ---- | ---- | ---- | ---- | ---- | ---- |
| 35   | 29   | 12   | 9    | 7    | 2    | 0    |